# Copacabana (filme de 2001)
Copacabana é um filme brasileiro de 2001, do gênero drama, dirigido por Carla Camurati.

## Elenco
- Marco Nanini .... Alberto
- Miriam Pires .... Celina
- Laura Cardoso .... Salma
- Walderez de Barros .... Salete
- Ida Gomes .... Fanny
- Felipe Wagner .... Isaac
- Renata Fronzi .... Noêmia
- Luís de Lima .... Atílio
- Pietro Mário .... Enrico
- Ilka Soares .... Lily
- Léo Alberty .... Dr. Otávio
- Joana Fomm .... Rita
- Rogéria .... Rogéria
- Camila Amado .... Miloca
- Tonico Pereira .... Raimundo
- Romeu Evaristo .... Sebastião
- Micael .... Menino de rua
- Thais Müller .... Menina de rua
- Louise Cardoso .... Salma - jovem
- Ana Beatriz Nogueira .... Salete - jovem
- Débora Olivieri .... Fanny - jovem
- Renata Nascimento....Carla - jovem

## Principais prêmios e indicações
Grande Prêmio BR do Cinema Brasileiro 2002
- Venceu na categoria de melhor atriz coadjuvante (Laura Cardoso).
- Indicado nas categorias de melhor ator (Marco Nanini), melhor direção de arte e melhor som.

Festival de Cinema Brasileiro de Miami 2002 (EUA)
- Venceu na categoria de melhor ator (Marco Nanini) e melhor cenografia.